# Synagogue d'Ingwiller

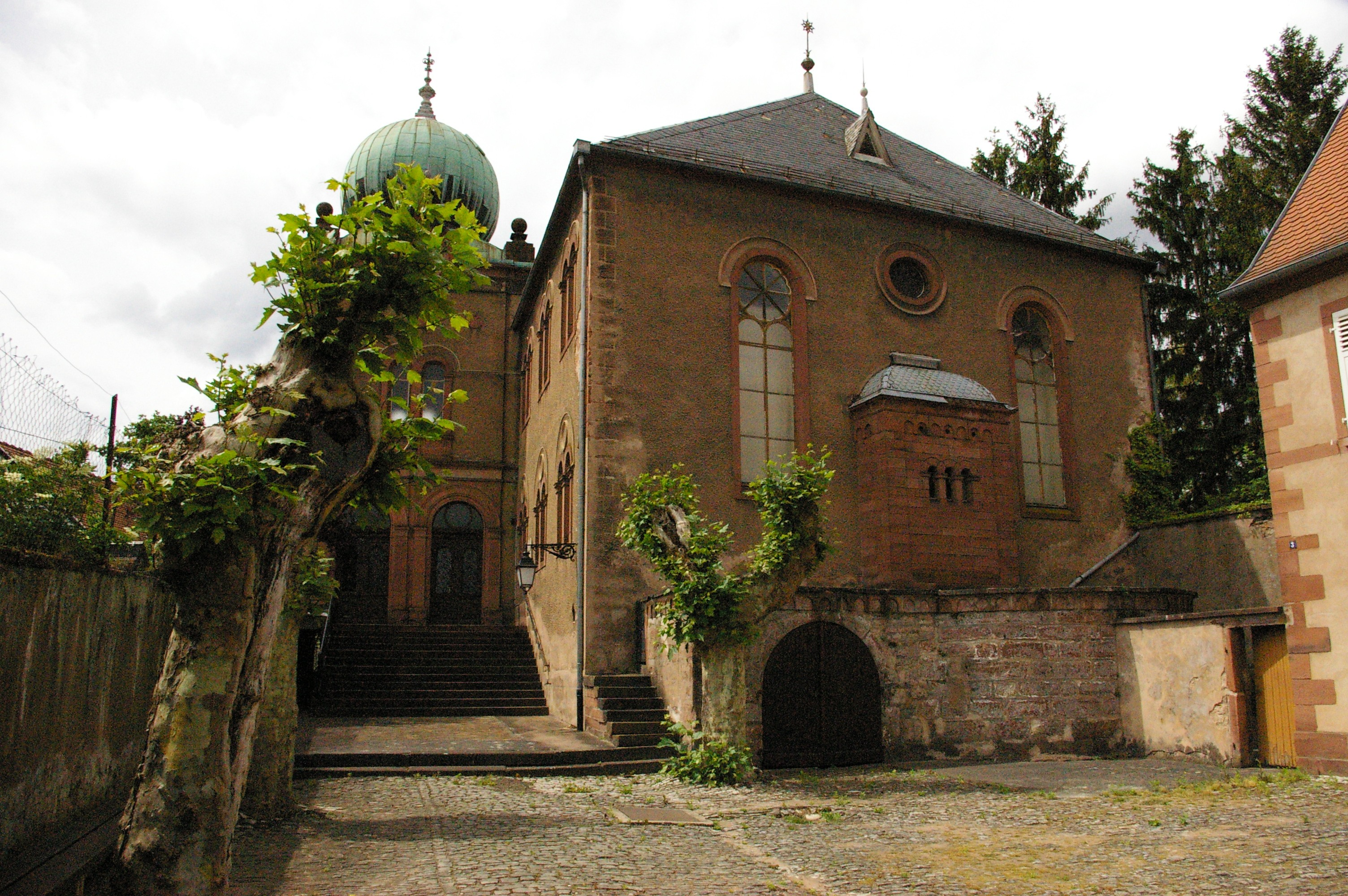
Vue générale

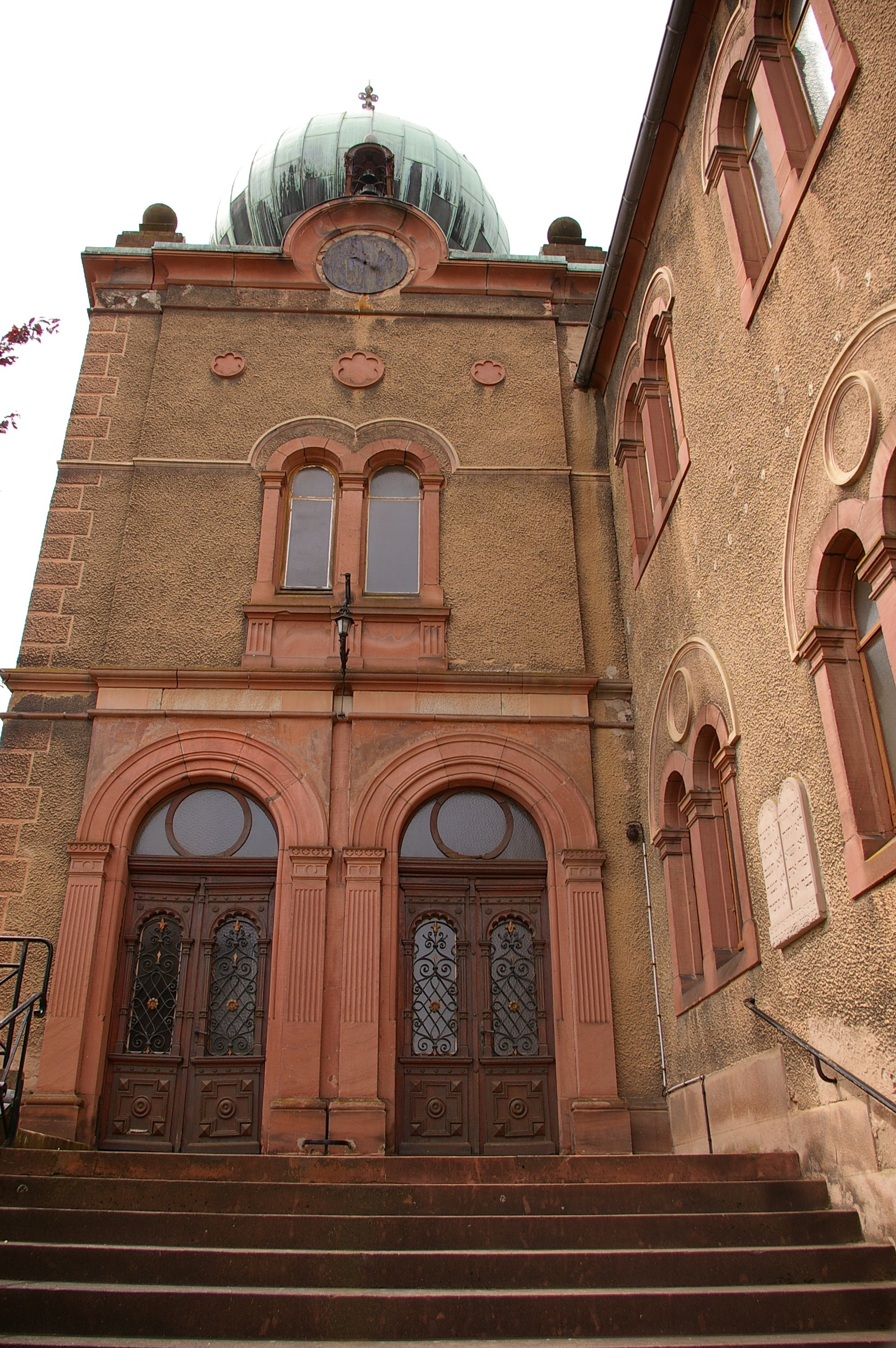
Le portail

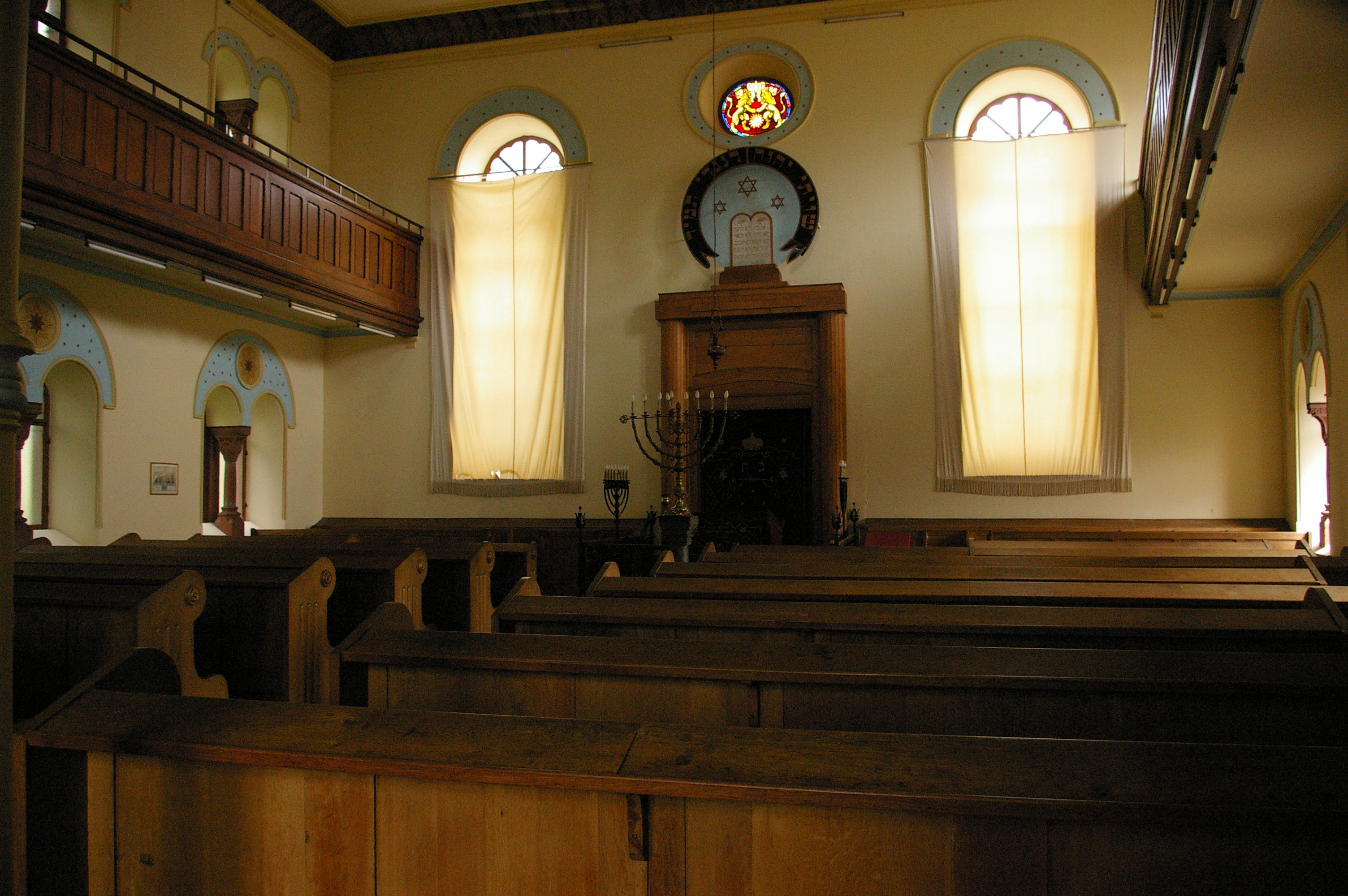
L'intérieur

La synagogue d'Ingwiller (Bas-Rhin) qui date de 1822  pour sa partie la plus ancienne et qui a été agrandie en 1891 est construite sur les soubassements d'un château des comtes de Lichtenberg qu'on devine sur la vue générale à droite. Elle n'accueille plus de services religieux réguliers. Le bulbe de cuivre de style oriental date de 1913.
La population juive d'Ingwiller a atteint 399 personnes au recensement de 1861 mais se résume aujourd'hui à quelques personnes. Elle devait encore être relativement importante à l’époque de la Première Guerre mondiale puisque le peintre Charles Spindler écrit dans son journal le 4 septembre 1918 : « La population est en grande partie composée de commerçants juifs. Malgré l’heure matinale ils sont déjà installés devant leurs maisons, sur les bancs, à bâiller aux passants. La présence d’une garnison doit favoriser les affaires. »

## Lechâteau d'Ingwiller
Il est permis de penser qu'un château existait déjà à Ingwiller en 1346, car à cette époque la ville était déjà protégée par une muraille. Cependant, la première mention sûre ne remonte qu'à l'année 1405. Cet édifice fut rénové en 1472 par le comte Jacques de Lichtenberg (selon une inscription commémorative conservée à la mairie locale). Le comte Jacques, dernier mâle des sires de Lichtenberg y décède le 5 janvier 1480, suivi de près par son gendre Philippe I de Hanau-Lichtenberg, le 10 janvier 1480, résidant au château le temps des funérailles et du règlement de la succession. Sous le règne de Philippe III, la famille comtale y fit aménager en 1521 une chambre dorée (Guldene Stub). Durant la guerre de Trente Ans, le château fut lourdement endommagé sans être entièrement détruit. Un document de 1680 mentionne en effet le mauvais état de la chambre dorée.
De ce château, il ne subsiste plus qu'une cave voutée ainsi que contre le mur oriental, les restes d'une tour ronde (fin XIVe siècle ou début XVIe siècle). On peut déduire de ces vestiges que le château d'Ingwiller devait se présenter comme une tour de plusieurs étages destinée à l'habitation. Un inventaire de 1624 mentionne un espace considérable de trente-six salles et chambres. Cette tour est sans doute celle érigée en 1379 par le sire Simon de Lichtenberg. Au XVIIe siècle, l'enclos castral réunissait, outre les communs, un arsenal, un abattoir, une buanderie, une boulangerie, des écuries, des étables et un hangar. 
En 1807, le château et ses communs furent accordés, en guise de dédommagement, à l'hôpital de Bouxwiller. En 1821, une partie du terrain de l'ancien château fut cédé à la communauté juive locale qui y fit construire en 1822, sur la cave, sa nouvelle synagogue.